# Franciszka Szymakowska
Pour les articles homonymes, voir Szymanowska.
Franciszka « Niusia » Szymakowska-Birkenmajer (5 février 1927 à Cracovie - 2007) est une géologue à l'Institut géologique polonais de Varsovie et une figure importante dans le développement de la géologie des Carpates. Ses principaux travaux de recherche ont porté sur la stratigraphie et la tectonique des Carpates. Franciszka Szymakowska était surtout connue pour ses dessins géologiques détaillés qui sont encore utilisés aujourd'hui. La plupart des cartes géologiques de son époque étaient dessinées au crayon et en couleur, et Szymakowska a pu capturer les caractéristiques géologiques les plus complexes dans des images précises et détaillées.

## Biographie
Franciszka Szymakowska est née à Cracovie le 5 février 1927. Elle fait ses études à la Faculté  des Sciences de l'université Jagellonne et a obtenu son diplôme en 1952. Au cours de ses études, elle a commencé à travailler à l'Institut géologique polonais, auquel elle est restée affiliée jusqu'à sa retraite en 1997 .
Au début de sa carrière, elle commence à étudier la stratigraphie des Carpates, en particulier la formation rocheuse de Krosno. Elle continue à travailler sur la stratigraphie des Carpates Centrales pendant la décennie suivante. Elle se rend dans les zones rurales du sud de la Pologne et de l'Ukraine pour étudier la formation silésienne de Serra Senon dans la région de Kobyl .
Avant d'obtenir son doctorat, Franciszka Szymakowska a déjà publié plusieurs articles en tant que première autrice, et est impliquée dans de nombreuses collaborations, pour lesquelles elle travaille principalement sur de la stratigraphie. Elle obtient son doctorat en sciences naturelles le 20 juin 1970 et, en 1973, elle est nommée professeure associée au Département des Carpates de l'Institut géologique polonais. Elle est également un membre actif de la Société Géologique de Pologne. Elle organise et participe à des conférences scientifiques, nationales et internationales.
Franciszka Szymakowska est surtout connue pour ses cartes géologiques très détaillées. À cette époque, la plupart des images et des cartes géologiques sont dessinées à la main avec des crayons et colorées. Son talent graphique lui permet de créer des images détaillées et claires qui accompagnent son travail et qui sont encore utilisées aujourd'hui. Même après le départ à la retraite de Szymakowska le 28 février 1997, ses collègues comptent sur ses talents de dessinatrice et sa main stable pour des dessins techniques de relevés géologiques et de cartes .
Vers la fin de sa vie, les cartes géologiques qu'elle a dessinées sont incorporées dans un travail collectif de cartographie géologique polonais pour créer la carte géologique de la Pologne à petite échelle (1: 50000) ,. Ses cartes sont utilisées pour les zones couvrant les Carpates polonaises, dont les régions d'Osielec, Sucha, Kalawri, Zebrzydowska, Pilzno, Frysztak et Jedlicze. Ses contributions sont très précieuses, car elle créé non seulement des cartes, mais aussi des coupes sur lesquelles les collaborateurs se sont grandement appuyés.
En 2000, quelques années après sa retraite, Franciszka Szymakowska épouse Krysztof Birkenmajer, un géologue de l'université Jagellonne .
Entre 2001 et 2005, Franciszka Szymakowska travaille au dessin d'une carte géologique claire et colorée de la Pologne, qui se composerait de onze feuillets différentes. Elle est décédée en 2007 et n'a pas pu terminer son travail. Ce n'est qu'en 2014-2016 que la carte de Szymakowska est imprimée à son échelle d'origine (1: 5000.

## Recherches
Franciszka Szymakowska apporte une contribution majeure à la compréhension de la géologie des Carpates. Ses publications comprennent des observations détaillées sur le terrain de la stratigraphie et de la géologie structurale des Carpates, accompagnées de dessins précis et détaillés faits à la main ,.

## Prix et distinctions
En 1979, elle est honorée comme la meilleure travailleuse de l'Institut géologique ("Zasluzony Pracownik Instytutu Geologicznego") .
En 1981, elle reçoit le prix du meilleur géologue de Pologne («Zasluzony dla Polskiej Geologii») .